# Homonoia (mitología)
En la mitología griega, Homonoia (en griego Ὁμόνοια, Homónoia) es la personificación de la «Concordia». El vocablo ὁμόνοια significa «conformidad de sentimientos, unanimidad, concordia, unión». Su antónimo mitológico es la Discordia (Ἔρις, Éris). Aparece frecuentemente representada en monedas de época romana, como Concordia. 
«Praxídice (‘ejecutora de justicia’): Deidad a la que sólo se venera la cabeza. Mnaseas en su tratado Sobre Europa dice que Soter («Salvador») y su hermana Praxídike tuvieron un hijo, Ctesio («Hogar») e hijas, Homonoia («Concordia») y Areté («Virtud»), quienes fueron llamadas Praxídices, como su madre».
Otra tradición, citada por Dionisio de Calcis, la hacía hija del rey tebano Ógigo.

Pausanias nos dice que tenía un altar en Olimpia:
«Después de éste hay un altar común de Apolo y de Hermes, porque hay una leyenda de los griegos relativa a ellos, según la cual Hermes es el inventor de la lira y Apolo de la cítara. A continuación, un altar de Homonoia y otro de Atenea, y otro de la Madre de los dioses [Cíbele]».